# Cup of China 2010
Cup of China 2010 – trzecie w kolejności zawody łyżwiarstwa figurowego z cyklu Grand Prix 2010/2011. Zawody odbywały się od 4 do 7 listopada 2010 roku w hali Capital Indoor Stadium w Pekinie.
Rywalizację wśród solistów wygrał Japończyk Takahiko Kozuka. Wśród solistek zwyciężyła jego rodaczka Miki Andō. W parach sportowych triumfowali Chińczycy Pang Qing i Tong Jian, zaś w parach tanecznych Francuzi Nathalie Péchalat i Fabian Bourzat.

## Wyniki

### Soliści

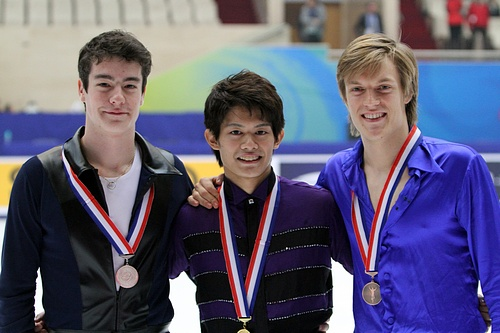
Medaliści w konkurencji solistów, od lewej Brandon Mroz (USA), Takahiko Kozuka (JPN), Tomáš Verner (CZE)

| Poz. | Zawodnik         | Nota łączna | SP | SP    | FS  | FS     |
| ---- | ---------------- | ----------- | -- | ----- | --- | ------ |
| 1    | Takahiko Kozuka  | 233,51      | 1  | 77,40 | 1   | 156,11 |
| 2    | Brandon Mroz     | 216,80      | 4  | 69,84 | 2   | 146,96 |
| 3    | Tomáš Verner     | 214,81      | 3  | 70,31 | 3   | 144,50 |
| 4    | Brian Joubert    | 210,29      | 2  | 74,80 | 5   | 135,49 |
| 5    | Tatsuki Machida  | 200,95      | 7  | 66,78 | 6   | 134,17 |
| 6    | Samuel Contesti  | 198,84      | 9  | 60,60 | 4   | 138,24 |
| 7    | Ross Miner       | 197,13      | 6  | 67,10 | 8   | 130,03 |
| 8    | Guan Jinlin      | 196,92      | 8  | 64,95 | 7   | 131,97 |
| 9    | Peter Liebers    | 175,94      | 10 | 59,78 | 9   | 116,16 |
| 10   | Wu Jialiang      | 172,56      | 11 | 57,76 | 10  | 114,80 |
| 11   | Chen Peitong     | 150,69      | 12 | 54,85 | 11  | 95,84  |
| WD   | Siergiej Woronow | DNF         | 5  | 68,70 | DNF | DNF    |

### Solistki

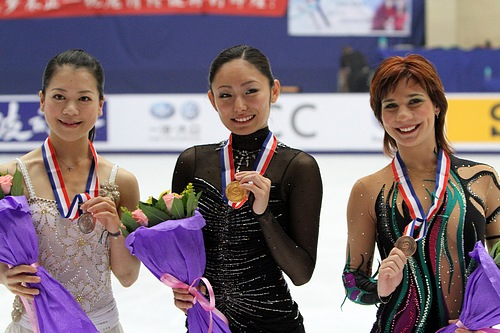
Medalistki w konkurencji solistek, od lewej Akiko Suzuki (JPN), Miki Andō (JPN), Alona Leonowa (RUS)

| Poz. | Zawodniczka        | Nota łączna | SP | SP    | FS  | FS     |
| ---- | ------------------ | ----------- | -- | ----- | --- | ------ |
| 1    | Miki Andō          | 172,21      | 3  | 56,11 | 1   | 116,10 |
| 2    | Akiko Suzuki       | 162,86      | 2  | 57,97 | 2   | 104,89 |
| 3    | Alona Leonowa      | 148,61      | 5  | 50,79 | 3   | 97,82  |
| 4    | Mirai Nagasu       | 146,23      | 1  | 58,76 | 5   | 87,47  |
| 5    | Geng Bingwa        | 142,48      | 4  | 51,09 | 4   | 91,37  |
| 6    | Amanda Dobbs       | 132,45      | 7  | 46,73 | 6   | 85,72  |
| 7    | Joshi Helgesson    | 131,40      | 6  | 48,83 | 7   | 82,57  |
| 8    | Kristine Musademba | 119,45      | 8  | 40,80 | 8   | 78,65  |
| 9    | Kwak Min-jeong     | 113,98      | 9  | 38,83 | 9   | 75,15  |
| 10   | Diane Szmiett      | 95,43       | 10 | 38,17 | 10  | 57,26  |
| WD   | Zhu Qiuying        | DNF         | 11 | 35,61 | DNF | DNF    |

### Pary sportowe

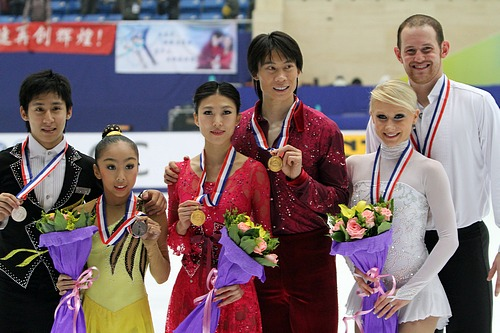
Medaliści w parach sportowych, od lewej Sui / Han (CHN), Pang / Tong (CHN), Yankowskas / Coughlin (USA)

| Poz. | Zawodnicy                               | Nota łączna | SP | SP    | FS | FS     |
| ---- | --------------------------------------- | ----------- | -- | ----- | -- | ------ |
| 1    | Pang Qing / Tong Jian                   | 177,50      | 1  | 60,62 | 1  | 116,88 |
| 2    | Sui Wenjing / Han Cong                  | 171,47      | 2  | 59,58 | 2  | 111,89 |
| 3    | Caitlin Yankowskas / John Coughlin      | 166,72      | 3  | 57,86 | 3  | 108,86 |
| 4    | Lubow Iluszeczkina / Nodari Maisuradzie | 162,09      | 4  | 55,85 | 4  | 106,24 |
| 5    | Amanda Evora / Mark Ladwig              | 151,66      | 5  | 51,46 | 5  | 100,20 |
| 6    | Nicole Della Monica / Yannick Kocon     | 145,21      | 6  | 49,81 | 6  | 95,40  |
| 7    | Dong Huibo / Wu Yiming                  | 123,93      | 7  | 46,05 | 7  | 77,88  |
| 8    | Kaleigh Hole / Adam Johnson             | 115,15      | 8  | 43,02 | 8  | 72,13  |

### Pary taneczne

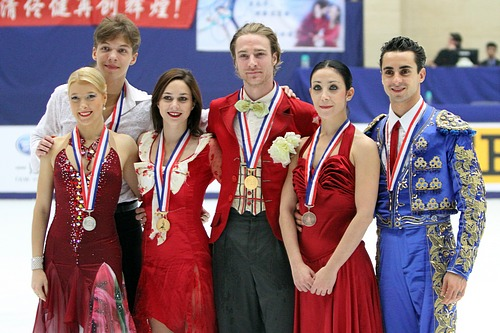
Medaliści w parach tanecznych, od lewej Bobrowa / Sołowjow (RUS), Péchalat / Bourzat (FRA), Faiella / Scali (ITA)

| Poz. | Zawodnicy                              | Nota łączna | SD | SD    | FD | FD    |
| ---- | -------------------------------------- | ----------- | -- | ----- | -- | ----- |
| 1    | Nathalie Péchalat / Fabian Bourzat     | 159,59      | 1  | 64,12 | 1  | 95,47 |
| 2    | Jekatierina Bobrowa / Dmitrij Sołowjow | 145,39      | 3  | 55,85 | 2  | 89,54 |
| 3    | Federica Faiella / Massimo Scali       | 139,52      | 2  | 57,21 | 3  | 82,31 |
| 4    | Nóra Hoffmann / Maxim Zavozin          | 130,82      | 4  | 52,69 | 4  | 78,13 |
| 5    | Huang Xintong / Zheng Xun              | 124,60      | 5  | 49,70 | 6  | 74,90 |
| 6    | Madison Hubbell / Keiffer Hubbell      | 120,95      | 8  | 44,47 | 5  | 76,48 |
| 7    | Kharis Ralph / Asher Hill              | 119,51      | 6  | 48,10 | 7  | 71,41 |
| 8    | Yu Xiaoyang / Wang Chen                | 114,46      | 7  | 45,33 | 8  | 69,13 |
| 9    | Guan Xueting / Wang Meng               | 105,91      | 9  | 40,19 | 9  | 65,72 |
| 10   | Isabella Cannuscio / Ian Lorello       | 101,83      | 10 | 38,34 | 10 | 63,49 |